# Микитенко Володимир Борисович
Володимир Борисович Микитенко (нар. 30 травня 1970, Київ) — український скульптор; член Спілки художників України з 1996 року. 

## Біографічні дані
Народився 30 травня 1970 року у місті Києві (нині Україна). Син скульптора Бориса Микитенка. Скульптурою почав займатися з 1989 року, оскільки походить із відомої української династії скульпторів  [Архівовано 6 квітня 2019 у Wayback Machine.] У 1996 році Національна спілка художників України прийняла Микитенка до секції скульпторів. Серед творчих здобутків Володимира Микитенка чільне місце посідають монументальні твори, які прославляють українських воїнів, яких забрала від нас Війна на сході України.
Створив величезну кількість скульптурних робіт і композиції, працює переважно у стилю академізму з елементами модерну і жанрі дрібної пластики.
Микитенко постійний учасник основних виставок Національної спілки художників України. З 2002 року бере участь у бієнале-трієнале скульптури. Постійний учасник Арт-фестивалів в Українському Домі. Стипендіат виставок Української Академії Мистецтв. Неодноразово виставлявся із персональними виставками за кордоном  [Архівовано 7 квітня 2019 у Wayback Machine.]. Роботи знаходяться в приватних колекціях: України, Франції, Канади, Швейцарії, США, Англії, Голландії та інших країнах  [Архівовано 7 квітня 2019 у Wayback Machine.]

## Мистецькі проекти та персональні виставки
- 1991р,1993 рр. Бієнале скульптури в галереї «Київ»
- 1993 р. «Молоді художники України.» Національний музей Українського мистецтва
- 1995-96-97рр. Арт-фестиваль в м. Києві
- 1996-97рр. Персональна в галереї «РА»(Київ. Україна)
- 1998 р. Персональна в галереї «Ірена»(Київ. Україна), Групова виставка в музеї Історії Києва (Київ. Україна)
- 1999 р. Трієнале скульптури у Спілці Художників України (Київ), Виставка в галереї «Лада», Міжнародний Арт-фестиваль в м. Києві (Київ. Україна)
- 2000 р. Групова виставка в «Фонді культури України» (Київ. Україна), Персональна виставка Посольство США в Україні (Київ), Групова виставка «ІХ з'їзд Асоціацій банків України» — Український дім (Київ), Групова виставка в галереї «Місто N» (Київ. Україна), Групова виставка в галереї «Мистець» (Київ. Україна), Групова виставка в галереї «РА» — «Сусіди»  [Архівовано 7 квітня 2019 у Wayback Machine.] (Київ. Україна)
- 2001,2002,2003 рр. Art Interior на Дмитрівській (Київ. Україна)
- 2011 р. Виставка «ART-MAGNIFICO» до 3-річчя ТД «Галерея ІнтерШик»  [Архівовано 7 квітня 2019 у Wayback Machine.]
- 2014 р. Виставка у регіональному центрі сучасного мистецтва «Арт-Шик» — «VIVA VINNITSA»  [Архівовано 7 квітня 2019 у Wayback Machine.]
- 2016 р. Виставка «Справжнє українське» — (Миколаїв, Київ. Україна)
- 2017 р. Виставка секції скульптури КОНСХУ, Виставка сучасних українських митців , Галерея «Мистець» (Київ. Україна)
- 2018 р. Antwerpen ART FAIR (Антверпен. Бельгія)  [Архівовано 7 квітня 2019 у Wayback Machine.]
- 2018 р. Виставка українського та іранського мистецтва в галереї «Мистець»  [Архівовано 7 квітня 2019 у Wayback Machine.](Київ. Україна)